# シワコーン・プーウドム
シワコーン・プーウドム（タイ語: ศิวกร ภูอุดม  、1987年11月26日 - ）はタイのサッカー審判員。国内リーグであるタイ・リーグ1 をはじめ、中国超級などタイ国外での審判員も務めている。
2013年に国際サッカー連盟 (FIFA) に登録され、国際審判員としても活動している。